# Wapen van Renswoude
Het wapen van Renswoude is het gemeentelijke wapen van de Utrechtse gemeente Renswoude. Het werd op 20 maart 1957 door de Hoge Raad van Adel aan de gemeente toegekend. Op 4 maart 1996 is de tekening aan de beschrijving aangepast en is een nieuw wapendiploma opgemaakt, omdat de tekening afweek van de beschrijving.

## Geschiedenis
Het wapen is afgeleid van het familiewapen van het geslacht Van Arkel. Jan van Arkel, bisschop van Utrecht, kocht de heerlijkheid waarin Renswoude ligt in 1345 van de stad Rhenen. Robbert van Arkel, een broer van de bisschop, kreeg hem in leen. Via de heren Van Arkel kwam de heerlijkheid in bezit van Jan van Rijnesteijn, een bastaardzoon van bisschop Jan van Arkel. Zijn wapen was het familiewapen van Van Arkel, vermeerderd met een uitgeschulpte zoom, als teken van een bastaardzoon. Dit wapen werd ook nadat de heerlijkheid niet meer in bezit van de familie was, als heerlijkheidswapen gebruikt. Het werd op 10 november 1819 door de Hoge Raad van Adel in gebruik bevestigd. 
De gemeente, als opvolger van de heerlijkheid, vroeg pas in 1957 een wapen aan. Dit werd het heerlijkheidswapen, maar dan met een ingeschulpte schildzoom in plaats van een uitgeschulpte zoals de heerlijkheid het voerde. Bij het tekenen ging het echter fout: de schildzoom werd ingeschulpt getekend in plaats van uitgeschulpt, zoals in de beschrijving was vermeld. Zowel in de beschrijving als op de tekening werd de schildzoom omgekeerd en er werd opnieuw een wapendiploma afgegeven waarvan de tekening anders was dan de beschrijving, en precies dat was wat de gemeente niet had gewenst met de wijziging. Pas in 1996 werd deze fout ontdekt. De beschrijving is gelijk gebleven, maar de tekening werd aangepast, waardoor geen nieuw Koninklijk Besluit hoefde te worden uitgevaardigd. Waarmee de tekening wél aan de beschrijving voldoet, maar nog altijd niet aan de wens van de gemeente. Historisch gezien is het wapen echter door de gemaakte vergissingen in de schildzoom onjuist. In 2016 was de gemeente voornemens om het wapen te vervangen voor een modern logo. Daar bleek grote weerstand tegen, waardoor de plannen uitgesteld werden. Tevens leeft in 2016 nog altijd de gedachte om het wapen te laten herzien.

## Blazoen
De beschrijving van 20 maart 1957 luidt als volgt:
In zilver 2 beurtelings gekanteelde dwarsbalken van keel en een smalle ingeschulpte schildzoom van azuur. Het schild gedekt door een gouden kroon van 3 bladeren en 2 parels.
N.B.:
- De heraldische kleuren zijn zilver (wit), keel (rood), azuur (blauw) en goud (geel).
- De tekening op het wapendiploma vertoonde een uitschulping in plaats van een inschulping. In 1996 is een nieuw wapendiploma opgemaakt waarop dit is gecorrigeerd.

## Verwante wapens
Onderstaande wapens zijn verwant aan het wapen van Renswoude:

Het wapen van Arkel
Het heerlijkheidswapen (de voorloper van de gemeente Renswoude), tevens het wapen van Jan van Rijnesteijn
Wapen van het College ter directie van den Slaperdijk